# Restaurante cosplay
Los restaurantes cosplay (コスプレ系飲食店 Kosupure-kei Inshokuten?) son establecimientos de comida donde el personal atiende a los clientes vistiendo un cosplay. Los primeros locales surgieron en Akihabara, Tokio, Japón, a raíz de la pujante subcultura otaku de la zona.
Otras variantes de estos locales incluyen cafeterías, bares y pastelerías denominados maid cafés (メイドカフェ Meido kafe?) o butler cafés (執事喫茶 shitsuji kissa?), donde los meseros, mayoritariamente de sexo femenino o masculino respectivamente,  visten como mucamas, sirvientes o con una estética lolita. El servicio que ofrece el personal traspasa su uniforme, y a menudo, los mozos tratan a los clientes con el título honorífico de señor, señora, amo, ama.

## Café cosplay
Los "Café Cosplay" son cafeterías temáticas donde las camareras van vistiendo un cosplay. Los mismos están firmemente relacionados con el Anime ya que las camareras van disfrazadas con trajes alusivos a un manga, anime, película, libro, cómic o videojuego por lo que son frecuentados por miembros de la cultura otaku japonesa.

## Maid Cafe

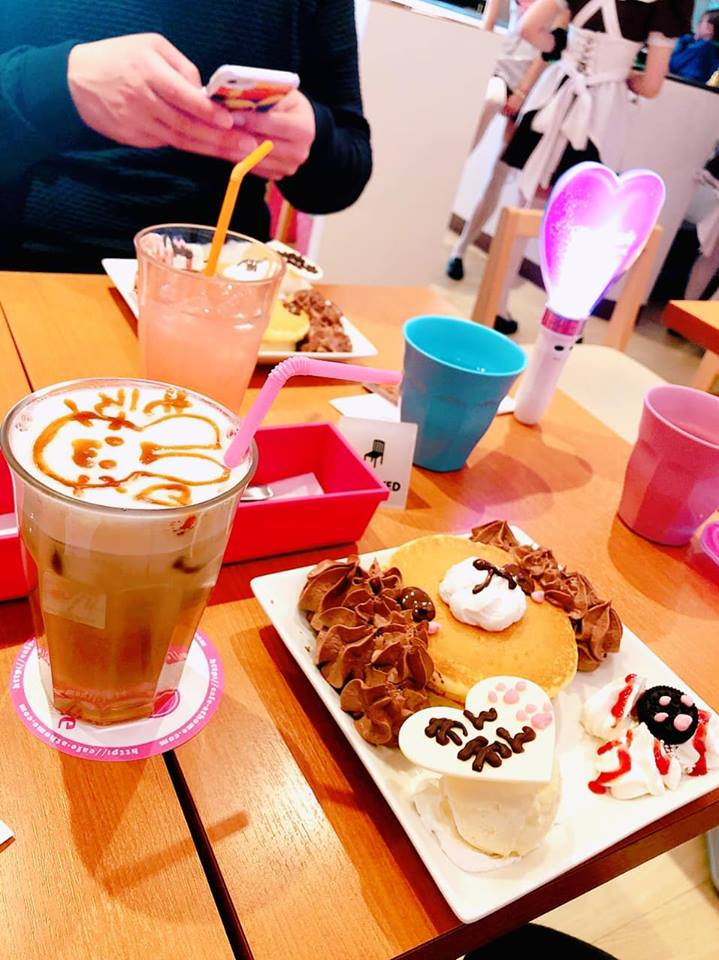
Maid cafe kawaii food

Los Maid Cafe (メイドカフェ Meido Cafe?) o cafés de camareras son restaurantes temáticos donde las camareras van elegantemente vestidas con trajes de camareras francesas, emulando lo que en oriente, especialmente en Japón, se asocia con un estilo de vida lujoso. 
Los Maid Cafe suelen ser muy populares entre los aficionados a restaurantes Cosplay.
La popularidad de los Maid Cafe se ha extendido a otros países asiáticos como Corea del Sur, China, Hong Kong y Taiwán, llegando hasta América Latina, a países como México, Colombia, Chile, Perú y Argentina

### Historia
Por décadas, el negocio de restaurantes en Japón no fue rentable debido a que en ese país no se acostumbra comer fuera de casa. Incluso con la llegada de cadenas de comida rápida como McDonald's, esta tendencia cambió poco.[cita requerida]
En el año 2000 apareció en el distrito de Akihabara, Tokio (Japón) el primer Maid Cafe, por iniciativa de japoneses que querían aprovechar el gran interés de la juventud por la cultura Anime. En dichos cafés, las camareras interpretan el papel de sirviente y tratan a sus clientes como si fueran los señores de una casa del siglo XIX.
En el 2006 en Canadá se abrió el primer Maid Cafe fuera de Japón.

### Protocolo
Al entrar al café, las camareras dan la bienvenida al cliente con la frase "Bienvenido, mi amo" (お帰りなさいませ、ご主人様 Okaerinasaimase, goshūjin-sama?), y siempre hacen referencia al cliente como "amo" (ご主人様  goshujin-sama?) o "ama" (お嬢様 ojōsama?).
Dependiendo del tipo de consumo, la camarera realiza diferentes actividades en presencia del cliente. Si se pide una tortilla (omelet) o un plato de curry, la camarera dibuja un conejito o un corazón sobre el alimento utilizando salsa ketchup u otro aderezo. Si se pide una taza de té, la camarera pregunta a su "amo" cuántos terrones de azúcar debe agregar a la taza.
Si al cliente le apetece, puede pagar por una sesión con un juego de mesa o una fotografía autografiada por su camarera favorita. Por este motivo, está prohibido tomar fotografías en el interior de estos locales a las camareras.
Los clientes deben respetar varias normas, que no deben saltarse bajo ningún concepto; todas ellas tiene que ver con la integridad y seguridad de las camareras.
Las reglas son:
- No se pedirá el número de teléfono a las camareras.
- No se pedirá la dirección de correo electrónico  de las camareras.
- Se prohíbe el contacto corporal con las trabajadoras.
- Está prohibido preguntar a las trabajadoras sobre sus turnos de trabajo.
- Está prohibido preguntar a las camareras sobre asuntos de su vida privada.
- Totalmente prohibido el espionaje, chantaje o acoso a alguna de las camareras.

## Butler's Cafe
Dado el incremento de chicas otakus, en 2007 se abrió el primer Butler Cafe en Ikebukuro, que es la contrapartida a los maid cafe, por lo que en vez de camareras, hay chicos vestidos de sirvientes.

## Expansión a otros países
Si bien esta clase de establecimientos tiene su origen y se encuentran principalmente en Japón, algunos emprendimientos a nivel local pueden destacarse en otros países.
En Canadá, el café bautizado iMaid Café se inauguró en 2006 en Ontario, Toronto, y cerró sus puertas en noviembre de 2007 debido a problemas para pagar la renta del local. El mismo fusionaba además parte de cultura tradicional china, decisión orientada a atraer a las comunidades chinas que residían en ese país.
En Estados Unidos se registraron una serie de inauguraciones de distintos cafés maid en las últimas dos décadas. La franquicia de juguetes FarOut Toys localizada en San José, California, promovió su propio cafe que abrió exclusivamente los días sábados. En junio de 2012, un Maid Cafe llamado Chou Anime abrió en el distrito de Midtown, en Detroit (Míchigan). El mismo mantenía estrictamente la estética de uno de estos cafés japoneses y servía productos locales como importados desde el país oriental. Fue el único de estos locales en los Estados Unidos en 2012, hasta su cierre en septiembre por falta de clientes. Durante su corta vida, el local logró ser recogido por prensa como Fox News y el canal de noticias local Detroit News. Para mediados de 2013 estaba previsto la inauguración del primer local de la franquicia japonesa MaiDreamin en Los Ángeles. Esta empresa japonesa cuenta con once bares en su país de origen y una sucursal en Bangkok, Tailandia, a inaugurarse en febrero de 2013. Asimismo, está considerando otras ciudades norteamericanas como Nueva York o Boston como posibles sedes de cafés Maid.
En Chile, un Maid Cafe llamado Meido abrió su propio local el 9 de abril de 2016 en Santiago pero el mismo fue cerrado el 12 de febrero de 2017.
Otros países a donde se ha podido expandir este fenómeno, con mayor o menor éxito, son Taiwán, Hong Kong, Tailandia y Corea del Sur.